# Szerelem és más drogok
A Szerelem és más drogok (eredeti cím: Love and Other Drugs) 2010-ben bemutatott amerikai erotikus romantikus filmvígjáték-dráma. Rendezője Edward Zwick, a főszereplők Jake Gyllenhaal és Anne Hathaway. A film története Jamie Reidy dokumentumjellegű Hard Sell: The Evolution of a Viagra Salesman című könyvén alapul. Ez a film volt Zwick második vígjátéka az 1986-os Mi történt az éjjel? után.
Az Amerikai Egyesült Államokban 2010. november 24-én, Magyarországon 2011. január 6-án mutatták be. A film vegyes kritikákat kapott a kritikusoktól.

## Rövid történet
Az 1990-es évek Pittsburgh-jében egy gyógyszer-kereskedő kapcsolatot kezd egy Parkinson-kórban szenvedő fiatal nővel.

## Cselekmény
Jamie (Jake Gyllenhaal) egy elektronikai cikkeket árusító boltban dolgozik eladóként. Rábeszélőképességének köszönhetően sikeresen működik, azonban miután egy alkalommal a főnök barátnőjével összejön a raktárban, kirúgják.
Szülei, akik anyagilag jómódban élnek, kritizálják amiatt, hogy abbahagyta az orvosi tanulmányait. Öccse Josh (Josh Gad), aki milliomos, megígéri neki, hogy szerez neki egy állás egy jól menő gyógyszercégnél.
Jamie a Pfizer cégnél kezd dolgozni mint olyan ügynök, aki az új gyógyszereket bemutatja az orvosoknak. Idősebb partnere, Bruce (Oliver Platt) megpróbálja abba az irányba terelni Jamie-t, hogy Chicagóba kerüljön, mert azzal ő is jól járna, hiszen ott óriási a felvevőpiac. Bruce elmondja Jamie-nek, hogy ha sikerül meggyőznie Dr. Knight-ot (Hank Azaria) hogy az ő gyógyszereiket használja, akkor a többi orvos is követné a példáját. Dr. Knight azonban a konkurens gyógyszergyár termékeit írja fel, az ő ügynökük bizalmas viszonyban van az asszisztenseivel is. Jamie hasonló taktikát követ és sikerül az orvos mellé kerülnie, miután 1000 dollár készpénzzel megvesztegeti.
Az orvos egyik páciense Maggie Murdock (Anne Hathaway), aki a Parkinson-kór kezdeti stádiumában van. Jamie érdeklődik a lány iránt és az asszisztenstől egy kis udvarlás után sikerül megszereznie a lány telefonszámát. A lány beleegyezik egy találkozóba egy kávézóban (ahol pincérnőként dolgozik), és pár perc után már a lány lakásán szexelnek. Előtte megegyeznek, hogy nem kezdenek egymással érzelmi kapcsolatot.
A kórház parkolójában Jamie rendszeresen kidobálja a kukába a konkurens ügynök gyógyszermintáit, míg egy nap az megtámadja, megveri és megrugdossa, és figyelmezteti, hogy hagyja el a terepet, mert az az övé.
Maggie egy alkalommal megkérdezi Jamie-t, ismeri-e a gyógyszergyár új termékét, ő azonban nemmel felel. Másnap megkérdezi mentorát, Bruce-t, mit tud a termékről. Kiderül, hogy egy potencianövelő szerről van szó, a neve Viagra. Amikor Jamie elkezdi forgalmazni a szert, özönlenek a megrendelések, a konkurens ügynök a háttérbe szorul.
Jamie megpróbálja meggyőzni Maggie-t, hogy mélyítsék el a kapcsolatukat, ő azonban visszautasítja. Másnap Jamie látja, amint Maggie időseket visz egy busszal Kanadába, mert ott olcsóbban megkapják a gyógyszereiket. Jamie másnapig a parkolóban, a kocsijában alszik, így várja a lányt, aki meghatódik ettől a gesztustól, és beleegyezik, hogy járjanak együtt.
Jamie-nek lehetősége van egy továbbképző konferenciára menni, és Maggie is vele megy. Ő azonban az unalmas konferencia helyett az utca túloldalán egy Parkinson-betegeknek rendezett találkozóra megy. Itt néhány előadó, aki maga is Parkinson-kórban szenved, a többieket segítő célzattal elmondja a saját történetét. Maggie áthívja ide Jamie-t, aki a büfében egy idősebb férfival találkozik, akinek a felesége hosszú évek óta egyre súlyosabb Parkinson-kóros. A férfi ecseteli a nehézségeket, amin keresztülmentek, és amikor Jamie elmondja neki, hogy az ő barátnője is ebben a betegségben szenved, a férfi azt tanácsolja neki, hogy inkább hagyja ott a lányt. A konferencia után a lány elmondja Jamie-nek, hogy szereti.
Jamie keresi az orvosi lehetőségeket, hogy segítsen a lányon. Specialistákhoz viszi, akik különféle vizsgálatokat végeznek rajta. Az egész országot beutazzák, míg Maggie megunja a dolgot. A kijáratnál veszekszenek, és a lány azt mondja neki, hogy ne találkozzanak többet.
Valamennyi idő múlva Jamie és Bruce egy vacsorával ünneplik, hogy sikerült megszerezniük a chicagói piacot, ahová Jamie-t kinevezték a gyógyszergyár képviselőjének. Jamie hazamegy összepakolni a holmiját, amikor egy kezébe kerülő videokamera felvétele ráébreszti arra, hogy Maggie fontosabb neki, ezért a lány munkahelyére siet. A főnöke elmondja neki, hogy a lány most is Kanadába ment egy csoporttal a gyógyszerek miatt. Jamie utoléri az autópályán a buszt, és egy helyen sikerül is leállítania, hogy beszélhessen a lánnyal, aki csak 5 percet ad neki. Jamie ismételten elmondja neki, hogy szereti és nem bánja, hogy majd neki kell gondoskodnia róla, ha súlyosbodik az állapota.
A történet azzal végződik, hogy Jamie és Maggie együtt élnek Maggie lakásán (Jamie nem fogadta el a kinevezést), és Jamie orvosi tanulmányokat folytat.

## Szereplők
| Szerep            | Színész                     | Magyar hang        |
| ----------------- | --------------------------- | ------------------ |
| Jamie Randall     | Jake Gyllenhaal             | Simon Kornél       |
| Maggie Murdock    | Anne Hathaway               | Horváth Lili       |
| Josh Randall      | Josh Gad                    | Elek Ferenc        |
| Cindy             | Judy Greer                  | Mezei Kitty        |
| Trey Hannigan     | Gabriel Macht               | Zámbori Soma       |
| Bruce Jackson     | Oliver Platt                | Besenczi Árpád     |
| Dr. Knight        | Hank Azaria                 | Kőszegi Ákos       |
| Dr. James Randall | George Segal                | Forgács Gábor      |
| Nancy Randall     | Jill Clayburgh              | Menszátor Magdolna |
| Lisa              | Katheryn Winnick            | Haumann Petra      |
| Christy           | Nikki DeLoach               | Peller Mariann     |
| Carol             | Jaimie Alexander            | Nádorfi Krisztina  |
| Gina              | Kate Jennings               | Incze Ildikó       |
| Gail              | Kimberly Scott              | Kiss Mari          |
| Kaliforniai férfi | Peter Friedman              | Szélyes Imre       |
| Sam               | Bingo O'Malley              | Izsóf Vilmos       |
| Ted Goldstein     | Scott Cohen                 | Megyeri János      |
| Barátságos öregúr | Ray Godshall Sr.            | Kajtár Róbert      |
| Dr. Helen Randall | Natalie Gold                | Urbán Andrea       |
| Farrah            | Megan Ferguson              | Szabó Gertrúd      |
| Richard           | Michael Benjamin Washington | Bodrogi Attila     |

## A film készítése
A forgatás 2009. szeptember 21-én Pittsburgh-ben kezdődött (Pennsylvania állam). A várost azért választották, mert egyedi atmoszférája, gazdag orvosi történelme, az állam vonzó filmes adópolitikája és a tapasztalt személyzet mind megtalálható volt. McCandless, Squirrel Hill, Fox Chapel, Sewickley, Aliquippa és Brownsville voltak a forgatási helyszínek.
Pittsburgh-ön belül a Mellon Arena, a Jane Street (South Side) a 17. és 18. utca között, a William Penn Hotel, a Capital Grille és a Station Square voltak a forgatási helyszínek. Pittsburgh játszotta Chicago szerepét is néhány jelenetben.
A Mon-Fayette autóút (Pennsylvania Route 43, Washington County) volt a helyszíne az országúti jeleneteknek november 15–16. között (ez alatt hátráltatták a forgalmat). A filmezéshez helikoptert használtak és 40-50 autó vett részt benne.
Lakókocsikat és sátrakat állítottak fel a Ringgold High School közelében, amikor az országúti jeleneteket forgatták, a résztvevők ezekben várakoztak.
Hathaway véleménye szerint a meztelen jelenetek nem tartják távol a társadalmilag konzervatív rétegeket a filmtől: „Azt hiszem, hogy az emberek kíváncsiak és szeretik a szerelmi történeteket.”

## Fogadtatás

### Kritikai visszhang
A Szerelem és más drogok vegyes értékeléseket kapott a kritikusoktól. A Rotten Tomatoes 49%-ra értékelte 169 kritikus véleménye alapján. Ugyanitt a közönség értékelése 53%-os.
A Metacritic 55%-ot adott a filmnek 38 kritikus véleménye alapján.
Roger Ebert, a Chicago Sun-Times filmkritikusa 2,5 csillagot adott a filmnek (a lehetséges 4-ből) kijelentve, hogy: „Anne Hathaway kedves, szerethető alakítása és Jake Gyllenhaal fejlődése folytán a komédiából egy komoly történet alakul ki.”
Kirk Honeycutt, a The Hollywood Reporter kritikusa negatívan értékelte a filmet. „Kezdetben túl nagy energiák vannak a filmben, ami később lenyugszik, és a gyógyszeripar nem mindig etikus viselkedésének ábrázolásába torkollik, majd ezt szokatlanul merész szexjelenetek tarkítják, míg végül a film egy romantikus történetté válik.”
Egy másik kritikus szerint a film egy átlagos hollywoodi szerelmi történet.
Betsy Sharkey, a Los Angeles Times kritikusa pozitívan értékelte a filmet: „Zwick jól kezeli a filmben a bonyolult kapcsolatokat. A szerelem lassan alakul ki Hathaway és Gyllenhaal között, a hősies és az intim között, de a filmben erre mégsem kell sokáig várni.”
Mary Pols, a Time magazin kritikusa szerint „Mivel az amerikai filmek általában prűdek, különösen a tisztességes filmcsillagok alkalmazása esetén, ezért ahogy a »Szerelem és más drogok« alaposan megismertet minket Anne Hathaway meztelen felsőtestével és Jake Gyllenhaal csupasz hátsójával, az üdvözlendő változás.”
James Berardinelli, a ReelViews filmkritikusa dicséri a filmet és a történetet, 3,5 csillagot adva a lehetséges 4-ből. „Az első dolog, amit észre lehet venni a »Szerelem és más drogok«” kapcsán, az az, hogy a film nem a tizenéveseket célozza meg, ahogy általában a hasonló témájú filmek teszik. Ritka az a film, ami eltér az ebben a műfajban megszokott kliséktől.”

### Bevételi adatok
A Szerelem és más drogok 2010. november 24-én jelent meg az Egyesült Államokban 2455 filmszínházban, a nyitó napján 2 239 489 dollár, a nyitó hétvégéjén 9 739 161 dollár bevételre tett szert. Ezzel a mozik bevételei között a 6. helyet foglalta el.
Bemutatójának második hetében maradt a hatodik helyen és 5 652 810 dollár bevételt produkált – ez 2300 dollár mozinként.
A harmadik héten a nyolcadik helyre esett vissza, és 2 981 509 dollár bevételt ért el – ez 1331 dollár mozinként.

### Díjak, jelölések
68. Golden Globe
- Legjobb színész – musical vagy vígjáték — Jake Gyllenhaal (jelölés)
- Legjobb színésznő – musical vagy vígjáték — Anne Hathaway (jelölés)

Satellite Awards 2010
- Legjobb színész – musical vagy vígjáték — Jake Gyllenhaal (jelölés)
- Legjobb színésznő – musical vagy vígjáték — Anne Hathaway (elnyert díj)

Washington D.C. Area Film Critics Association
- Legjobb színésznő — Anne Hathaway (jelölés)

## Fordítás
Ez a szócikk részben vagy egészben  a   Love and Other Drugs című angol Wikipédia-szócikk fordításán alapul.  Az eredeti cikk szerkesztőit annak laptörténete sorolja fel. Ez a jelzés csupán a megfogalmazás eredetét és a szerzői jogokat jelzi, nem szolgál a cikkben szereplő információk forrásmegjelöléseként.